# The Last of the Red Hat Mamas
«The Last of the Red Hat Mamas» (рус. Последняя из „Весёленьких красных помидорок“) — седьмой эпизод семнадцатого сезона мультсериала «Симпсоны».

## Сюжет
Все дети города участвуют в «Охоте за пасхальными яйцами», организованной мэром Куимби. Маленькая Мэгги не может ничего собрать — её опережают и отталкивают другие дети. Тогда Гомер отнимает добычу у ребятишек и складывает в корзинку своей дочки. Человек в костюме пасхального кролика, наблюдающий за охотой, начинает драку с Симпсоном. В это время жена Куимби показывает жительницам Спрингфилда особняк мэра, а затем приглашает их, и Мардж в том числе, выпить с ней чаю. Но в это время Гомер в порванных брюках влетает в дом через окно, шокирует дам, и срывает чаепитие.
Дома Мардж обвиняет мужа в том, что он мешает ей заводить друзей, и поэтому она одинока. Тогда Гомер решает найти Мардж подругу, но все его попытки глупы и заканчиваются неудачей. После того, как он приводит в дом сумасшедшую кошатницу, грустная Мардж уходит прогуляться в одиночестве и случайно встречает «Весёленьких красных помидорок» — клуб женщин среднего возраста, который возглавляет женщина по имени Тэмми.
Новые знакомые приглашают Мардж провести время вместе, и ей это нравится. Вместе они идут в кафе, музей, а потом прыгают с парашютом (Мо Сизлак в это же время пытается совершить самоубийство, прыгнув с высоты). После приземления Мардж торжественно принимают в полноправные члены клуба «Весёленьких красных помидорок» и раскрывают ей все секреты. Оказывается, женщины давно уже планируют обокрасть Монтгомери Бёрнса в отместку за то, что он отказался жертвовать деньги Спрингфилдской детской больнице.
В это же время Лиза Симпсон мечтает поехать в Италию на каникулы, но для этого ей нужно срочно выучить итальянский язык. Самостоятельные попытки ни к чему не приводят, и тогда Лиза вызывает репетитора. Им оказывается… Милхаус Ван Хутен! Удивлённая девочка выясняет, что бабушка Милхауса, Нэна Софи, была итальянкой и каждое лето мальчик проводил в Тоскане. У его бабушки был незаконорожденный ребёнок от рядового американской армии, поэтому она ненавидела английский язык и заставляла внука говорить только по-итальянски.
Милхаус берёт Лизу с собой в итальянский квартал, где они прекрасно проводят время, и впервые за весь сериал Лиза проявляет к нему благосклонность. Но на следующий день Лиза видит Милхауса, держащего на коленях Анжелику. В ярости она ругает его… на прекрасном итальянском!
Мардж не хочет красть даже у такого злодея, как мистер Бёрнс. Но всё-таки она присоединяется к «Красным помидоркам», потому что считает их своими друзьями. Ночью они пробираются в особняк Бёрнса, чтобы украсть из его сейфа 12 яиц Фаберже. Тем временем Гомер случайно узнаёт о планах Мардж и решает остановить её, но он едет слишком быстро, круша всё на своём пути, поэтому вслед за ним едет полиция. Из-за Гомера похищение срывается, но из жалости к женщинам Бёрнс не сдаёт их полиции, а отпускает, забрав свои сокровища назад. Но Мардж всё-таки удаётся оставить одно яйцо, спрятав его в своих волосах. Тэмми говорит ей, что они никогда больше не увидятся, и Мардж плачет, но Гомер утешает её, и они вместе отправляются в романтический полёт на воздушном шаре, а сверху на шар приземляется неудавшийся самоубийца Мо.

## Упомянуты
Фильмы:
- «Чужие» — когда Гомер заглядывает в подвал особняка Бёрнса, он произносит фразу из монолога Хадсона.
- «Крёстный отец II» — придя в итальянский квартал, Милхаус ведёт себя как дон Фануччи, и он в таком же костюме.
- Мультфильмы «Луни Тьюнз» упомянуты два раза: пасхальный кролик Обнимагз Банни связан с мультяшным кроликом Багз Банни, а в энциклопедии о птицах упомянут персонаж Роуд Раннер(или Дорожный Бегун).
- Овальный кабинет Белого дома — именно его напоминает кабинет Куимби.
- Опера Джузеппе Верди «Риголетто» — перед зеркалом Лиза напевает арию «La donna è mobile» с новыми словами.

## Саундтрек
- В особняке мэра дважды включается мелодия из песни Music to Watch Girls By, композитор — Сид Рамин.
- «Everybody Hurts» группы R.E.M. играет, когда опечаленная Мардж идёт по улице до встречи с Тэмми.

## Интересные факты
- Из всех членов «Весёленьких красных помидорок» до этого в сериале появлялись только Агнес Скиннер и Вероника/Лесли, жених Пэтти Бувье из эпизода «There's Something About Marrying».
- В следующем эпизоде «The Italian Bob» Симпсоны едут в Италию и Лиза говорит по-итальянски пару слов.
- Согласно этому эпизоду, Луиджи Ризотто, хозяин итальянского ресторана, вырос в Америке, так как его родители говорили дома только на исковерканном английском и итальянского он не знает.
- В версии эпизода, вышедшей на экраны в Италии, Лиза изучает историю Италии, а не язык.